# 甘堰土家族乡
甘堰土家族乡，是中华人民共和国湖南省张家界市慈利县下辖的一个乡镇级行政单位。

## 行政区划
甘堰土家族乡下辖以下地区：
甘堰村、万福村、贵竹村、东峪村、中心村、白岩村、两峪村、氽溪村、月台村、四坪村、三坪村、太坪村、桃垭村、烟竹村、马安村、勤中村、高岭村、川石村、金岩村、坪溪村和园艺场。